# 1974 في الإكوادور
فيما يلي قوائم الأحداث التي وقعت خلال عام 1974 في الإكوادور.

## رياضة
- 1 يناير – الدوري الإكوادوري لكرة القدم 1974 الفائز إل. دي. يو. كيتو.

## مواليد

### فبراير
- 8 فبراير – أوليسس دي لا كروز لاعب كرة قدم إكوادوري.

### أبريل
- 13 أبريل – أوغوستو بوروزو لاعب كرة قدم إكوادوري.

### يونيو
- 19 يونيو – ولنغتون سانشيز لاعب كرة قدم إكوادوري.

### يوليو
- 11 يوليو – جيفرسون بيريز

### أغسطس
- 16 أغسطس – إيفان هورتادو لاعب كرة قدم إكوادوري.

### سبتمبر
- 26 سبتمبر – بوريس سيبيدا عازف بيانو إكوادوري.

### ديسمبر
- 23 ديسمبر – أغوستين ديلغادو لاعب كرة قدم إكوادوري.

## وفيات

### فبراير
- 9 فبراير – فيديريكو بايز (مواليد 1876) سياسي إكوادوري.
- 20 فبراير – ماتيلدي هيدالغو (مواليد 1889) كاتبة إكوادورية.